# Portret Joaquiny Candado Ricarte
Portret Joaquiny Candado Ricarte (hiszp. Retrato de Joaquina Candado Ricarte) – obraz olejny hiszpańskiego malarza Francisca Goi (1746–1828), należy do zbiorów Królewskiej Akademii Sztuk Pięknych San Carlos przechowywanych w Muzeum Sztuk Pięknych w Walencji.

## Okoliczności powstania
W sierpniu 1790 Goya przyjechał do Walencji razem z żoną Josefą Bayeu i synem. Malarz wspomina w liście do przyjaciela Martína Zapatera o „zażywaniu morskiego powietrza”, dlatego powodem wyjazdu mogły być problemy zdrowotne jego lub Josefy. Mógł to też być wyjazd służbowy związany z pracą Goi dla Akademii św. Ferdynanda w Madrycie. W tym czasie dwóch artystów z Walencji (Vicente López Portaña i Rafael Esteve Vilella) przebywało w stolicy na stypendium tej akademii. W czasie tego pobytu malarz odwiedził Akademię Sztuk Pięknych San Carlos, gdzie uczestniczył w kilku sesjach rysunku i został jej honorowym członkiem. Powstanie tego portretu jest prawdopodobnie powiązane z wizytą w Walencji, być może tam właśnie powstał, nie ma na to jednak dowodu. Ze względu na wysoką jakość techniczną oraz kompozycyjne i stylistyczne podobieństwo do Portretu hrabiny de Fernán Núñez z 1803, obraz jest datowany na lata 1802–1804.
Istnieje wiele kontrowersji dotyczących tożsamości kobiety przedstawionej na obrazie. Tradycyjnie przyjmowano, że sportretowana aragońska dama była gospodynią Goi, która podróżowała razem z jego rodziną do Walencji. Obecnie identyfikuje się ją z Joaquiną Candado Ricarte, córką wojskowego Joaquina Candado (lub Candao) z Saragossy i Josefy Ricarte prawdopodobnie pochodzącej z hiszpańskiego Lewantu. Joaquina urodziła się w Saragossie 25 lipca 1769, mieszkała w tym mieście do 1792, kiedy będąc już wdową, ponownie wyszła za mąż i przeprowadziła się do Madrytu. Według Ricarda Centellas matka Joaquiny mogła wyjechać z córką do Walencji po śmierci swojego męża w 1787. Joaquina zmarła w 1819 w Saragossie i według jej woli portret przekazano Akademii Sztuk Pięknych San Carlos.
José Valverde Madrid wskazywał, że Candado to jedynie nazwisko osoby, która przekazała obraz Królewskiej Akademii Sztuk Pięknych San Carlos w 1819, a nie samej portretowanej. Według jego badań Candado była starszą kobietą z Madrytu, która trudniła się udzielaniem pożyczek. Uważał, że portretowaną jest gospodyni i późniejsza towarzyszka życia malarza Leocadia Zorrilla. Jednak Leocadia, urodziła się w 1788 i prawdopodobnie poznała Goyę dopiero w 1805. Podobnie identyfikuje ją autor katalogu dzieł Goi z 1887 hrabia de la Viñaza. Aureliano de Beruete y Moret i Elías Tormo sugerowali, że jest to ta sama kobieta, która pozowała do obrazów Maja naga i Maja ubrana. Nigel Glendinning identyfikuje ją z Cataliną Violą, córką Sebastiána Martíneza y Péreza lub z żoną rzeźbiarza José Folcha; obie damy zostały sportretowane przez Goyę, ale ich portrety są uważane za zaginione. Z pewnością jest to portret osoby bliskiej malarzowi, ze względu na osobisty sposób przedstawienia postaci.

## Opis obrazu

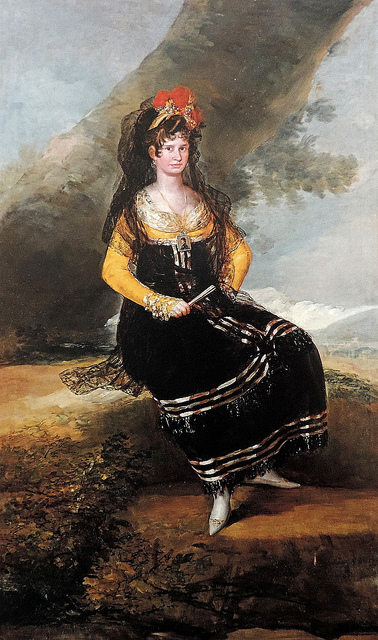
Portret hrabiny de Fernán Núñez, Goya, 1803

Młoda kobieta została przedstawiona w całej postaci, na tle przyrody. Siedzi na dużym pniu ściętego drzewa, zza którego wyłaniają się pokryte liśćmi gałęzie. Na niskim horyzoncie widać pas gęstej roślinności. Przedstawienie postaci na świeżym powietrzu to inspiracja angielskim portretem neoklasycznym, znanym artyście głównie ze sztychów. Poprzez bogaty strój Goya podkreśla status społeczny aragońskiej damy i przynależność do burżuazji. Ma na sobie spódnicę z czarnej gazy i gorset, spod którego wystaje elegancka biała koszula. Strój i fryzura są we francuskim stylu empire, za to głowę zdobi delikatna, czarna mantyla – tradycyjny element hiszpańskiej mody. Ręce okrywają długie, żółte, zamszowe rękawiczki. W lewej trzyma mały wachlarz – luksusowy przedmiot, być może z kości słoniowej. Na nogach ma spiczaste buciki z jedwabiu. Na ziemi siedzi biały piesek salonowy, motyw często stosowany przez Goyę w portretach arystokratek, np. księżej Alby. Dama patrzy wprost na widza, uwagę zwraca jej zaróżowiona twarz, namalowana z dbałością o szczegóły. Pozostałe elementy kompozycji, zwłaszcza pień czy piesek, charakteryzują szybkie, energiczne pociągnięcia pędzlem. Złote światło, które spływa po postaci, tworzy nastrojowy efekt zachodu słońca, zbliżający twórczość Goi do impresjonizmu.
Istnieje także mniejsza wersja tego obrazu, szkic o wymiarach 102 × 74 cm w kolekcji Niarchos w Paryżu oraz reprodukcja głowy w kolekcji Neumans w Paryżu, uznawana za kopię.

## Proweniencja
Obraz został przekazany Królewskiej Akademii Sztuk Pięknych San Carlos w Walencji w testamencie Joaquiny Candado, która zmarła w Saragossie w 1819; został włączony do zbiorów muzeum 3 czerwca tego samego roku. Ten gest świadczy o wielkiej estymie, jaką zarówno właścicielka, jak i akademia darzyły twórczość Goi, jeszcze za życia malarza.